# テラゾシン
テラゾシン（Terazosin）は交感神経α1受容体遮断薬で、前立腺肥大症の治療に使用する。また、血圧を下げる効果もあるため、高血圧と前立腺肥大症を併発している場合に有効である。商品名ハイトラシン、バソメット。
テラゾシンは、アドレナリンが膀胱や血管の平滑筋に作用するのをブロックする。
よく見られる副作用は、めまい、ねむけ、頭痛、便秘、食欲不振、だるさ、鼻づまり、目のかわきであるが、通常は2～3日服用を続けると解消される。
処方開始時は、少量の服用から開始して、初回投与効果を避けることが重要である。

## 効能・効果
1. 本態性高血圧症，腎性高血圧症，褐色細胞腫による高血圧症[1]
2. 前立腺肥大症に伴う排尿障害[1]